# Pheidolini
Pheidolini — колишня триба мурашок підродини Myrmicinae. Включала 12 родів і 1200 видів. Розповсюдження всесвітнє, головним чином у тропіках. У 2015 році дослідники опублікували нову класифікацію підродини Myrmicinae, у якій замість 25 триб стали виділяти лише 6. Роди, які відносили до цієї триби, перенесли то Attini.
До триби Pheidolini відносили мурашок з такими ознаками: promesonotum має куполоподібну форму, збільшений, і має розділений вигляд. Крім того, спинка витягнута назад і задня частина нахилена.